# Дворцовая школа
Дворцовая школа — часть системы Османской империи, созданная для обучения управленческой элиты этой страны. Дворцовая школа имела два направления. Первое — медресе (осм. Medrese) для мусульман, которое готовило учёных и государственных чиновников в соответствии с исламскими традициями. Второе направление — закрытый пансион для обращённых христиан Эндерун (осм. Enderûn), в который набирались ежегодно 3000 студентов из парней в возрасте от 8 до 20 лет, по одному человеку из каждых 40 христианских семей Румелии и/или Балкан — в соответствии с законом о девширме (осм. Devşirme) .